# Route du port de Vuosaari
Pour les articles homonymes, voir Route 103.
La route régionale 103 (finnois : Seututie 103) ou route du port de Vuosaari (finnois : Vuosaaren satamatie) est une route régionale allant de Salmenkallio au Port de Vuosaari à Helsinki en Finlande.

## Description
La route à deux voies et longue de 2,5 kilomètres. La route commence à la jonction du kehä III et de l'Itäväylä et traverse le tunnel routier de Vuosaari (fi) long de 1 520 mètres jusqu'à l'entrée du port de Vuosaari. 
Le numéro de route 103 n'est pas indiqué sur les panneaux de signalisation.
La route régionale 103 a été ouverte à la circulation le 9 octobre 2007, mais a été fermée à la circulation dès le 12 octobre, car l'administration routière voulait enquêter sur des dysfonctionnements dans les systèmes de sécurité du tunnel situé à l'unique échangeur de la route.
Le tunnel a été rouvert à la circulation le 22 janvier 2008.
Le tunnel est bitube, c'est-à-dire que les sens de déplacement opposés s'effectuent dans des tubes différents. Lorsque la route a été ouverte à la circulation, les tunnels étaient les plus longs tunnels routiers de Finlande. Cependant, la route n'a pu conserver cette première place que pendant un an, car le tunnel de Karnainen, long de 2,2 kilomètres, se trouve sur le tronçon Lohja-Muurla de la valtatie 1, ouverte à la circulation fin 2008.